# أم الصريح الكندية الحضرمية
أم الصريح الكندية الحضرمية شاعرة حضرمية من حضرموت عاشت في القرن الثاني الهجري / الثامن الميلادي

## نبذه
يروى أن أولادها قُتلوا في معركة، في مكان يقال له: (جيشان)؛ فرثتهم بقصائد كثيرة؛ منها:
| أم الصريح الكندية الحضرمية | هوت أمهم ماذا بهم يوم صُرِّعـوا ***بجيشان من أسباب مجدٍ تصرمــا أبوا أن يفروا والقنا في صدورهـم *** وأن يرتقوا من خشيةالموت سلمـا فلو أنهم فروا لكانوا أعــــزَّةً *** ولكن رأوا صبرًا على الموتأكرمـا | أم الصريح الكندية الحضرمية |